# Paraclaravis
Paraclaravis es un género de aves columbiformes de la familia de los colúmbidos. Sus 2 especies habitan en bosques y selvas en América Central y del Sur y son denominadas comúnmente tortolitas o palomitas.

## Taxonomía
Descripción original
Este género fue descrito originalmente en el año 2018 por los ornitólogos George Sangster, Andrew D. Sweet y Kevin P. Johnson.
La especie tipo es Peristera mondetoura (hoy Paraclaravis mondetoura), la cual fue descrita en el año 1856 por el naturalista, político y ornitólogo francés Charles Lucien Jules Laurent Bonaparte, hijo de Lucien Bonaparte y sobrino del emperador Napoleón Bonaparte.
Subdivisión
Este género se compone de 2 especies:
- Paraclaravis geoffroyi (Temminck, 1811) tortolita alipúrpura
- Paraclaravis mondetoura (Bonaparte, 1856) tortolita pechimorada

Etimología
Etimológicamente el término genérico femenino Paraclaravis se construye con el vocablo del idioma griego para que significa ‘junto a’ y dos palabras en latín, clarus que es ‘claro’ y avis que es el nombre con que se designa a las aves. El nombre alude a la proximidad morfológica de este género con el monotípico de Claravis pretiosa.

## Historia taxonómica
Las dos especies de este género fueron incluidas durante largo tiempo en el género Claravis hasta que dos estudios efectuados mediante análisis filogenéticos moleculares demostraron que Claravis no era monofilético, al comprender dos linajes.  Por esta razón, como uno de dichos linajes incluía una única especie, la cual era la especie tipo del género Claravis —Claravis pretiosa (Ferrari-Pérez, 1886)— se creó un nuevo género para incluir en él las restantes 2 especies.

## Características y costumbres
Incluye pequeñas palomas de entre 18 y 24 cm, de hábitos arbóreos o semiterrestres. Sus especies presentan un dimorfismo sexual acentuado, con machos grises en sus partes superiores y hembras parduscas. Ambos sexos poseen marcas oscuras en las alas las que forman tres barras.

## Distribución y hábitat
El género Paraclaravis habita en bosques húmedos y selvas, mayormente asociado a agrupaciones densas de bambúes, desde el nivel del mar hasta altitudes de 3000 m s. n. m..
Se distribuye desde el sur de México por el norte hasta el nordeste de la Argentina (la provincia de Misiones) por el sur.